# 浙江绍剧艺术研究院

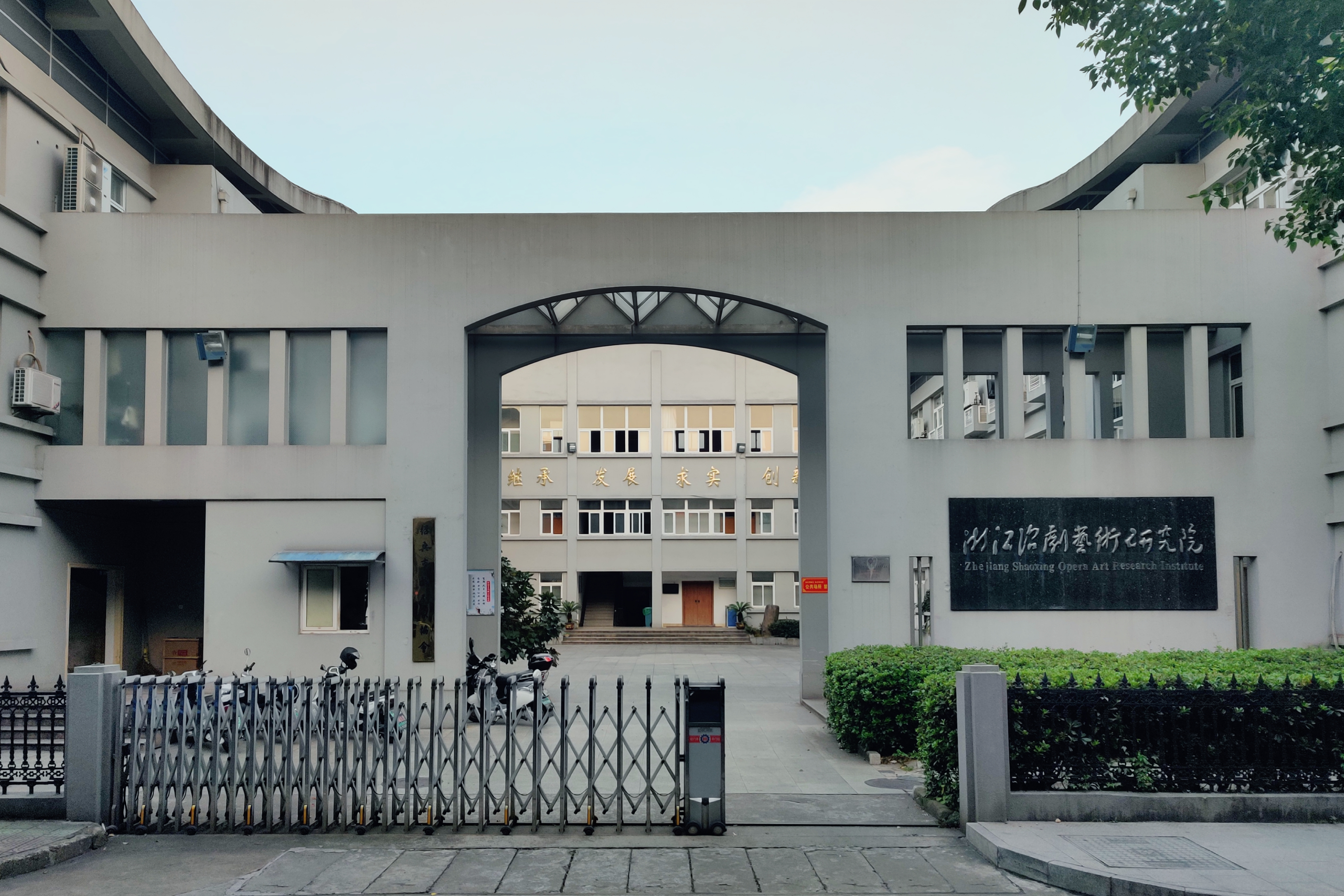
浙江绍剧艺术研究院

浙江绍剧艺术研究院（原浙江绍剧团）是1956年在浙江绍兴成立的绍剧演出团体。
剧团的前身为1920年前后成立的同春舞台，由赵春阿大组建。1929年改由章益生领班，进入上海。最初在镜花茶园、永乐茶园等地演出，1930年开始固定在老闸桥南的老闸戏院演出，前后长达二十年。
中华人民共和国成立后，同春舞台于1950年改名为同春绍剧团。1953年回到绍兴。1956年改为国营，重组为浙江绍剧团，并由章益生之子六龄童（章宗义）任团长。1984年浙江绍剧院成立，原浙江绍剧团改为一团，绍兴市绍剧团改为二团。1992年恢复浙江绍剧团。2012年，改组为浙江绍剧艺术研究院。
剧团历史上的知名演名包括六龄童（章宗义）、七龄童（章宗信）、十三龄童（王振芳）、筱昌顺、陆长胜、筱百龄、胡继胜、陈鹤皋、章艳秋、筱艳秋、赵秀治、十一龄童（刘建扬）、沈筱梅、小七龄童（章金云）等。